# 陰化
陰化（？—？），河內人，三國時期蜀漢官吏。

## 生平
建安二十四年（219年），犍為郡太守南陽李嚴、郡丞宋遠、武陽縣令陰化等人立右《黃龍甘露碑》來討好劉備。
建興元年（223年），丞相諸葛亮開府，舉蔣琬為茂才，蔣琬堅持推讓給劉邕、陰化、龐延、廖化。諸葛亮再三勉勵，在給他的文告中說：“思惟背親捨德，以殄百姓，眾人既不隱於心，實又使遠近不解其義，是以君宜顯其功舉，以明此選之清重也。”後遷為參軍。
曾奉丞相諸葛亮之命出使東吳，修復吳蜀關係。

## 評價
- 孫權書信給諸葛亮說：「丁厷掞張，陰化不盡；和合二國，唯有鄧芝。」[3]